# کارل فاوگون
کارل فاوگون (انگلیسی: Carl Vaugoin؛ ۸ ژوئیهٔ ۱۸۷۳ – ۱۰ ژوئن ۱۹۴۹ (۷۵ سال)) یک سیاست‌مدار اهل اتریش بود.